# Die Spielzeugfabrik
Die Spielzeugfabrik (Originaltitel Some Assembly Required) ist eine kanadische Fernsehserie für Jugendliche, die am 6. Januar 2014 in Kanada auf YTV startete. Die Idee zur Serie lieferte Dan Signer, der unter anderem auch Schöpfer der Sitcom Mr. Young und der Disney-Channel-Serie A.N.T.: Achtung Natur-Talente ist.

## Handlung
Der 14-jährige Teenager Jarvis Raines bekommt zu Weihnachten einen Chemiebaukasten geschenkt, durch den sein Elternhaus halb zerstört wird. Daraufhin entscheidet das Gericht, dass er ab sofort der neue Vorsitzende der Spielzeugfirma Knicknack Toys wird, die den Chemiebaukasten hergestellt hat. In dieser Position stellt er einige Teenager neu an, um mit ihnen die Firma zu leiten und neue Produkte zu entwickeln.

## Produktion und Ausstrahlung
Im Mai 2013 wurde zu den Castings für Some Assembly Required aufgerufen. Im November wurde die Serie mit 26 Folgen angekündigt. Um Aufmerksamkeit zu erzeugen, wurde vor dem Serienstart am 6. Januar 2014 bereits ein zugehöriges Onlinespiel veröffentlicht. Für die Social-Media-Strategie steht ein Budget von 250 000 $ zur Verfügung. Die Serie wird in Burnaby im kanadischen Bundesstaat British Columbia gedreht. Die zweite Staffel wurde ab dem 11. August 2014 gedreht und ab dem 5. Januar 2015 ausgestrahlt. Die dritte Staffel lief vom 14. März bis 6. Juni 2016.
In Deutschland wurde die erste Staffel in einer synchronisierten Fassung mit dem Titel Die Spielzeugfabrik am 19. Juni 2015 auf dem Streaming-Portal Netflix veröffentlicht.

## Figuren

### Hauptrollen
Jarvis Raines (Kolton Stewart, Deutscher Synchronsprecher: Felix Mayer) ist ein durchschnittlicher Teenager, der Chef von Knickknack Toys wird.
Piper Gray (Charlie Storwick, Deutsche Synchronsprecherin: Shandra Schadt) ist neu im Team der Firma. Sie ist eine Expertin für Computer und ist heimlich in Jarvis verliebt.
Bowie Sherman (Harrison Houde, Deutscher Synchronsprecher: Tim Schwarzmaier) ist Jarvis bester Freund.
Geneva Hayes (Sydney Scotia, Deutsche Synchronsprecherin: Lea Kalbhenn) ist Jarvis attraktive persönliche Assistentin, in die er verknallt ist.
Malcolm "Knox" Knoxford (Dylan Playfair, Deutscher Synchronsprecher: Patrick Roche) ist ein Extremsportler, der als Produkttester arbeitet.
Aster Vanderberg (Travis Turner, Deutscher Synchronsprecher: Tobias Kern) ist der bestaussehende Junge der Schule und Designchef der Firma. Er macht sich oft über Piper lustig.
Candace Previous (Ellie Harvie, Deutsche Synchronsprecherin: Dorothea Anzinger) ist die ehemalige Eigentümerin von Knickknack Toys. Sie traut Jarvis wenig zu. Sie verkleidet sich als Mrs. Bubkes, um in dieser Rolle als Reinigungskraft die Firma Knickknack Toys auszuspionieren.

### Gaststars
Emily Tennant als Isabelle in Folge "Just Like a Baby" (2.04)